# Fussballclub Laufen
Il Fussballclub Laufen è una società calcistica svizzera, con sede a Laufen,  nel Canton Basilea Campagna.
Fondata nel 1908, negli anni ottanta ha militato per 4 stagioni consecutive (1982-1983, 1983-1984, 1984-1985, 1985-1986) in Nationalliga B, seconda divisione nazionale.
Attualmente milita nel gruppo 5 della Seconda Lega Interregionale, campionato di sesta divisione.

## Palmarès

### Competizioni nazionali
- Prima Lega: 1

1981-1982
- Seconda Lega interregionale: 1

2008-2009 (gruppo 4)